# Lycoptera
Lycoptera is een geslacht van uitgestorven straalvinnige beenvissen dat leefde van het Laat-Jura tot het Krijt in het huidige China, Noord-Korea, Mongolië en Siberië. Het is bekend van overvloedige fossielen waarvoor minstens zestien soorten benoemd zijn, die dienen als een belangrijk gidsfossiel dat wordt gebruikt om geologische formaties in China te dateren. Samen met het geslacht Peipiaosteus wordt Lycoptera beschouwd als een bepalend lid van de Jehol Biota, een prehistorisch ecosysteem dat beroemd is om zijn gevederde dinosauriërs. Lycoptera floreerde gedurende twintig miljoen jaar tijdens het Vroeg-Krijt, waar het overvloedig voorkomt in vaak monospecifieke bedden, waar de vissen zijn omgekomen in een seizoensgebonden massaal sterven.

## Naamgeving
In 1843 en 1844 voerde Alexander Theodor von Middendorff in opdracht van de Russische tsaar Nicolaas I met medewerking van veel andere natuurvorsers een expeditie uit naar het noordoosten van Siberië. Op allerlei terreinen werd onderzoek verricht met de klemtoon op het ontdekken van nieuwe levende diersoorten maar ook voor fossielen was aandacht. Er verscheen een verslag van de reis in twee dikke banden. In de eerste daarvan, uit 1847, benoemde Johannes Peter Müller het geslacht Lycoptera met als typesoort Lycoptera middendorffi. De geslachtsnaam betekent 'wolfsvinnen' in het Grieks. De soortaanduiding eert de expeditieleider. Müller ging overigens zelf niet mee op expeditie maar had het fossiel in Duitsland ter beschrijving opgestuurd gekregen. Verschillende exemplaren waren door Middendorff geborgen bij Nertsjinsk, in de rechteroever van het riviertje de Toerga.

### Soorten
Inclusief de typesoort zijn minstens negentien soorten Lycoptera benoemd, daarvan negen uit de Jehol-groep. Veel van die soorten bleken achteraf jongere synoniemen te zijn.
De onderstaande tabel is voornamelijk gebaseerd op de geldige soorten die zijn vermeld door Zhang en Jin in het boek The Jehol Fossils uit 2008.
| Naam                      | Auteur             | Jaar        | Status            | Opmerking                                     |
| ------------------------- | ------------------ | ----------- | ----------------- | --------------------------------------------- |
| Lycoptera middendorffi    | Müller             | 1847        | Geldig, typesoort |                                               |
| Lycoptera macrorhyncha    | (Eichwald)         | (1868)      |                   | = Aethalion macrorhynchum von Eichwald 1846   |
| Lycoptera davidi          | (Sauvage)          | (1880)      | Geldig            |                                               |
| Lycoptera sinensis        | Woodward           | 1901        | Geldig            |                                               |
| Lycoptera ferox           | Grabau             | 1923        |                   |                                               |
| Lycoptera chosenensis     | Makiyama           | 1927        |                   |                                               |
| Lycoptera kansuensis      | Grabau             | 1928        |                   |                                               |
| Lycoptera woodwardi       | Grabau             | 1928        |                   |                                               |
| Lycoptera jaholensis      | Grabau             | 1928        |                   |                                               |
| Lycoptera fragilis        | Hussakof           | 1932        | Geldig            |                                               |
| Lycoptera takunagai       | Seito              | 1936        | Geldig            |                                               |
| Lycoptera muroii          | (Takai) Liu et al. | (1943) 1962 | Geldig            | = Asiatolepis muroii Takai 1943, UMUT MV06180 |
| Lycoptera longicephalus   | Liu et al.         | 1962        | Geldig            |                                               |
| Lycoptera lunteensis      | Liu et al.         | 1962        |                   |                                               |
| Lycoptera polyspondylus   | Liu et al.         | 1962        |                   |                                               |
| Lycoptera tungi           | Liu et al.         | 1962        |                   |                                               |
| Lycoptera wangi           | Gaudant            | 1965        |                   |                                               |
| Lycoptera sankeyushuensis | (Ma & Sun)         | (1988)      | Geldig            | = Asiatolepis sankeyushuensis Ma & Sun 1988   |
| Lycoptera fuxinensis      | Zhang              | 2002        | Geldig            | IVPP V 12437.1                                |

## Beschrijving
Lycoptera middendorffi heeft een lengte tot zes centimeter. De kop is kort met zeer grote ogen. Er zijn opvallend gevormde otolieten. In de kaken staan kleine tandjes. Een supramaxilla is aanwezig. De onderkaak is hoog. Het operculum is groot en hoog. Bij oudere exemplaren versmelten de twee helften van de wervelkolom.
Veel fossiele exemplaren bewaren minieme details en resten van zachte weefsels. Lycoptera was bedekt met kleine ovale schubben van ongeveer 1,2 millimeter breed en zou in het leven een oppervlakkige gelijkenis hebben met de gewone witvis.
Sommige soorten zijn langer dan de typesoort, tot dertien centimeter.
Bepaalde kenmerken worden door alle lycopterasoorten gedeeld. Er is een fenestra temporalis aanwezig. De praemaxilla is klein maar het bovenkaaksbeen in verhouding groot. Er is één supramaxilla per zijde. De rand van de muil wordt bezet door een enkelvoudige rij van kegelvormige tanden. De rugvin is kleiner dan de anaalvin. De staartvin heeft bij de meeste exemplaren zestien vertakte vinstralen. Er zijn zeven hypuralia, één epurale en drie tot vier uroneuralia.
Lycoptera fuxinensis onderscheidt zich door een halfrond derde infraorbitale.

## Fylogenie
Lycoptera is een beenvis van de kroongroep Osteichthyes, die behoort tot een vroege divergerende lijn van de Osteoglossomorpha, die de huidige maanogen, arapaima, arowana, olifantsvissen en mesvissen / veerruggen omvat.

## Levenswijze
Lycoptera-soorten waren kleine zoetwatervissen. De meeste soorten voedden zich met plankton en hadden talloze kleine tandjes. Een paar soorten zoals Lycoptera gansuensis, Lycoptera muroii en Lycoptera sinensis hadden grotere tanden en voedden zich waarschijnlijk met kleine insecten en hun larven.
Lycoptera-fossielen worden vaak gevonden in grote groepen, snel samen begraven in fijne sedimenten van meren, waarschijnlijk als gevolg van een massasterven door seizoensgebonden opwelling van zuurstofarm water tijdens de late herfst en winter. Dit heeft geleid tot de suggestie dat ze sociale soorten waren en in scholen samenkwamen.